# عبد القيوم حسن طه
عبد القيوم حسن طه (1939 - 27 سبتمبر 1996) هو مدرب كرة قدم سوداني.

## حياته ونشأته
ولد سنة 1939 بمدينة عطبرة حى الداخلة بولاية نهر النيل شمال السودان والده هو حسن طه عبد العال من قبيلة البديرية الدهمشية ووالدته هي أمنة محمد اللباب من قبيلة الرباطاب أكمل دراسته بمدينة عطبرة وكان مسؤولا بهيئة سكك حديد السودان . هو المدرب القومى الكبير والمعروف والذي كان له الدور الفعال في إثراء العمل الرياضى بمدينة عطبرة والسودان .

## بدايته مع المستديرة
بدأ المدرب الراحل في أظهار شغف كبير لكرة القدم في شبابه وكان من أوائل المدربين السودانيين الذين استطاعوا إدخال المهارات الكروية العالمية بالبلاد من خلال جولاته العالمية التي تضمنت ألمانيا - موريشيوس وغيرها من الدول وأستطاع في سن صغير ومن القليلين دراسة كرة القدم بالإتحاد الدولى لكرة القدم ( فيفا ) واستحوذ على عدد من الشهادات العليا في مجال التريب وكان محل التقدير من المسؤلين عن الاتحاد آنذاك أكسبه ذلك مرتبة متقدمة ضمن المدربين السودانيين المؤهلين .

## مع الاتحاد السودانى لكرة القدم
شهد عام 1954م بداية انطلاقة التدريب العلمي في السودان حيث أبتعث الاتحاد السوداني لكرة القدم مستفيداً من عضويته في الاتحاد الدولي والافريقى والعربي عدد من المدربين من حملة شهادات التدريب العليا والمتقدمة كان من ضمنهم المدرب عبد القيوم حسن طه .
وكان أحد المحضارين المعتمدين الذين أعتمدهم الاتحاد السوداني لكرة القدم من حملة الشهادات المتخصصة والعليا وكان ممن مارسوا وخبروا أصول التدريب والتأهيل خلال فترات التدريب العليا والمتخصصة في أصول تدريب رياضة كرة القدم التي نالها وتم تكليفه ضمن نخبة أخرى بوضع مقررات ومناهج في أصول علم التدريب وتم ذلك بالفعل ، وقام الاتحاد العام لكرة القدم بإجازة المقررات واعتماده كأحد المحاضرين الذين شرعوا في عقد كورسات التدريب في مختلف اتحادات السودان .

## التدريب بالفرق السودانية
قام المدرب الراحل بتدريب المنتخب وعدة فرق سودانية و عطبراوية من ضمنها فريق الوادى عطبرة وفريق الشاطئ حيث كان له الفضل في الوصول بفريق الشاطئ للمرة الأولى والأخيرة في تاريخه لنهائي بطولة كأس السودان .

## شهرته
اشتهر الراحل بالجدية والموضوعية في حياته .

## وفاته
توفى المدرب القومى في 27 سبتمبر 1996 عن عمر يناهز 56 عاما بدولة الأمارات العربية المتحدة مدينة دبى إثر حادث - وأحضر جثمانه حيث وارى الثرى في مشهد مهيب خرج فيه معظم سكان مدينته المفضلة ومسقط رأسه عطبرة لوداعه .